# 医疗事故罪
医疗事故罪是《中华人民共和国刑法》中的一项罪名，依照刑法第六章妨害社会管理秩序罪中危害公共卫生罪下的一项单独条款设立，该条款规定“医务人员由于严重不负责任，造成就诊人死亡或者严重损害就诊人身体健康的，处三年以下有期徒刑或者拘役”。该罪名于1997年增设于《中华人民共和国刑法》第335条，但是处刑较一般过失罪更轻。在英美、日本、台湾等地之法律中，多以过失作为医疗事故相关诉讼之定罪理由，均未见单独立法之医疗事故罪。民事调解的流行与定罪困难等原因导致该罪名使用较少，中国裁判文书网所收录之自1997年1月1日到2015年11月26日的公开案件中仅有8起涉及医疗事故罪。

## 司法实践

### 责任判定
医疗事故罪不同于医疗事故，属于刑事范畴，其前提是医务人员存在“严重不负责任”行为且就诊人身体健康出现“严重损害”，在医务人员的行为和受害者的权益损害存在刑法上的因果关系方可适用。在司法实践中，主要依照2008年《最高人民检察院、公安部关于公安机关管辖的刑事案件立案追诉标准的规定（一）》第五十六条所进行的司法解释判断：
| 医务人员由于严重不负责任，造成就诊人死亡或者严重损害就诊人身体健康的，应予立案追诉。具有下列情形之一的，属于本条规定的"严重不负责任"： （一）擅离职守的； （二）无正当理由拒绝对危急就诊人实行必要的医疗救治的； （三）未经批准擅自开展试验性医疗的； （四）严重违反查对、复核制度的； （五）使用未经批准使用的药品、消毒药剂、医疗器械的； （六）严重违反国家法律法规及有明确规定的诊疗技术规范、常规的； （七）其他严重不负责任的情形。 本条规定的"严重损害就诊人身体健康"，是指造成就诊人严重残疾、重伤、感染艾滋病、病毒性肝炎等难以治愈的疾病或者其他严重损害就诊人身体健康的后果。 |

依照卫生部《关于医疗事故处理办法若干问题的说明》，因失职等造成之责任事故和技术原因造成之事故在实践中多有重合，应考虑哪一种原因占据事故的主要方面。技术过失不构成犯罪。在多种原因造成患者权益受到损害而并非医务人员一己之原因时，若医务人员过失对患者权益损害的参与程度较低，则不考虑其刑事责任成立。医疗人员主观上无过错，则不追究刑事责任，如：医疗人员在抢救患者期间可能对患者造成损害，但在主观上无过错，因而不构成医疗事故罪。

### 适用主体
《刑法》第335条规定，医务人员乃医疗事故罪的主体，否则应当考虑刑法第336条所规定之非法行医罪。在司法实践中，涉罪的医务人员应当经过考核和卫生行政部门批准和承认、取得相应资格及执业证书，但因为经验不足或者技术不足造成的过错不适用于该罪。有学者认为，除此之外的对就诊者的损害有直接责任的医疗相关人物也可考虑此项罪责。依照2018年《医疗纠纷预防和处理条例》，医疗机构在临床上使用未通过技术评估和伦理审查的新技术、未按规定制定和实施医疗质量安全管理制度等行为可能构成医疗事故罪，但是由于医疗事故罪仅对个人定罪，有关罪责只能由直接负责的主管者或相关人士承担，而医疗机构无需承担责任。

## 相关争议
- 2008年7月，九江市湖口县居民董林波先后在湖口县中医院、九江市第一人民医院就医后进入植物人状态[11]。九江市医学会认定患者病情危急，因而而医院不构成医疗事故[11]；后江西省医学会和中华医学会调查认定为一级乙等医疗事故[11]。2010年8月23日，浔阳区人民法院判处湖口县中医院、九江市第一人民医院共赔偿患者60余万元人民币，后家属不服而寻求上诉，同年11月终审维持原判[12]。患者家属要求追究刘政医疗事故罪责任，浔阳区公安局以依据不足不对九江市第一人民医院立案，湖口县公安局则对湖口县中医院的医生刘某立案调查[12]。案件引发对医疗事故罪的界定过于模糊、缺乏司法解释的争议[4][12]。
- 2011年12月31日至次日凌晨，福州市长乐市妇产科医生李建雪接受上级医师指示，协同看护子宫出血之患者，期间未发现并回报出血情况，至护士报告患者谵妄方才开始组织抢救，最终产妇因抢救无效死亡，后事故进入司法流程[13]。2015年全国两会期间，全国政协委员温建民曾曾呼吁媒体关注此案件[14]。担任本案专家证人的广州重症孕产妇救治中心主任陈敦金、担任本案辩护律师的中国医师协会法律事务部主任邓利强均认为李建雪不应当获刑[14]。2017年12月，李建雪在6年司法流程后被福州市仓山区人民法院一审判处医疗事故罪，但因情节轻微而免于刑罚[13]。产后出血是产妇常见死因之一[15][16]，该案引发对于相关医疗行为是否应当构成犯罪的争议[16]。